# Joaquim Cruz
Joaquim Carvalho Cruz (Taguatinga, 12 marzo 1963) è un ex mezzofondista brasiliano, campione olimpico degli 800 metri piani a Los Angeles 1984.

## Biografia
Dopo aver iniziato a correre a 13 anni, a 15 il suo personale sugli 800 m piani era già di 1'51", e tre anni dopo, nel 1951, batté il record mondiale juniores col tempo di 1'44"3. Nel 1983 partecipò alla prima edizione dei Mondiali di atletica, arrivando terzo sugli 800 m.
Nel 1984, ai Giochi olimpici di Los Angeles 1984, Cruz era uno dei favoriti per una medaglia, ma i candidati alla vittoria erano i britannici Steve Ovett e Sebastian Coe, già campioni olimpici di 800 e 1 500 m piani alle Olimpiadi di Mosca 1980. Con una tattica aggressiva dall'inizio alla fine, Cruz riuscì a vincere l'oro davanti a Coe, con il tempo di 1'43"00, nuovo record olimpico. Era anche la prima medaglia d'oro dell'atletica brasiliana dai tempi del triplista Adhemar da Silva, campione olimpico nel 1952 e 1956. Nei 1 500 m, dopo aver vinto la batteria, non si presenta alla partenza della semifinale, complice un'influenza, e forse del fatto che su quella distanza avrebbe avuto meno possibilità di fronte ai "mostri sacri" del mezzofondo britannico, Coe, Ovett e Cram.
Poco tempo dopo i Giochi, al meeting di Bruxelles Cruz corse gli 800 metri in 1'41"77, ad appena 4 centesimi di secondo dal record mondiale di Sebastian Coe. Dopo un paio d'anni nei quali gli infortuni lo perseguitarono, riuscì a tornare alla vittoria in una grande manifestazione ai Giochi panamericani 1987 di Indianapolis, dove vinse i 1 500 m piani. L'anno successivo, ai Giochi olimpici di Seul 1988, Cruz tentò di difendere il titolo olimpico degli 800 metri, e dopo una gara di testa, fu battuto negli ultimi metri dal keniano Paul Ereng, conquistando l'argento.
I continui problemi al tendine di Achille non gli permisero di ritornare sugli stessi livelli in campo mondiale negli anni successivi. La sua ultima vittoria significativa fu l'oro nei 1 500 m piani ai Giochi panamericani del 1995, a Mar del Plata. Si ritirò ufficialmente nel 1997, correndo al Trofeo Brasil di atletica leggera.
Le gesta di Cruz, Coe, Ovett e quelle di un altro storico ottocentista, il cubano Alberto Juantorena, sono narrate nel film dello specialista di documentari olimpici Bud Greenspan, The 800 Meters  (1992).

## Record sudamericani

### Seniores
- 800 metri piani: 1'41"77 ( Colonia, 26 agosto 1984)
- 1 000 metri piani: 2'14"09 ( Nizza, 20 agosto 1984)
- 1 000 metri piani indoor: 2'16"99 ( Stoccarda, 12 febbraio 1989)

## Progressione

### 800 metri piani
| Stagione | Risultato | Luogo          | Data      | Rank. Mond. |
| -------- | --------- | -------------- | --------- | ----------- |
| 1994     | 1'49"40   | Zurigo         | 17-8-1994 |             |
| 1993     | 1'49"91   | Londra         | 23-7-1993 |             |
| 1988     | 1'43"90   | Seul           | 26-9-1988 |             |
| 1985     | 1'42"49   | Coblenza       | 28-8-1985 |             |
| 1984     | 1'41"77   | Colonia        | 26-8-1984 |             |
| 1983     | 1'44"27   | Helsinki       | 9-8-1983  |             |
| 1981     | 1'44"3    | Rio de Janeiro | 27-6-1981 |             |

## Palmarès
| Anno | Manifestazione      | Sede          | Evento        | Risultato  | Prestazione | Note            |
| ---- | ------------------- | ------------- | ------------- | ---------- | ----------- | --------------- |
| 1983 | Mondiali            | Helsinki      | 800 m piani   | Bronzo     | 1'44"27     |                 |
| 1984 | Giochi olimpici     | Los Angeles   | 800 m piani   | Oro        | 1'43"00     | Record olimpico |
| 1984 | Giochi olimpici     | Los Angeles   | 1 500 m piani | Semifinale | dns         |                 |
| 1987 | Giochi panamericani | Indianapolis  | 1 500 m piani | Oro        | 3'47"34     |                 |
| 1988 | Giochi olimpici     | Seul          | 800 m piani   | Argento    | 1'43"90     |                 |
| 1988 | Giochi olimpici     | Seul          | 1 500 m piani | Batteria   | 3'40"92     |                 |
| 1995 | Giochi panamericani | Mar del Plata | 1 500 m piani | Oro        | 3'40"26     |                 |
| 1995 | Mondiali            | Göteborg      | 1 500 m piani | Semifinale | dns         |                 |
| 1996 | Giochi olimpici     | Atlanta       | 1 500 m piani | Batteria   | 3'45"32     |                 |

## Altre competizioni internazionali
1981
- 6º in Coppa del mondo ( Roma), 800 m piani - 1'47"77